# Pavla Gregorová
Pavla Gregorová rozená Holková (* 5. května 1943, Praha) je československá hráčka basketbalu. Je vysoká 171 cm. Je zařazena na čestné listině mistrů sportu.

## Sportovní kariéra
Za basketbalové reprezentačního družstva Československa v letech 1963 až 1970 hrála celkem 95 utkání a má podíl na dosažených sportovních výsledcích. Zúčastnila se Mistrovství světa 1967 v Praze - 3. místo a tří Mistrovství Evropy 1964, 1966, 1970, na nichž získala stříbrnou medaili za druhé místo v roce 1966 a bronzovou medaili za třetí místo v roce 1964.
V československé basketbalové lize žen hrála celkem 13 sezón (1960-1973) za družstvo Sparta Praha, s nímž získala v ligové soutěži sedm titulů mistra Československa (1963, 1966-1969, 1970-1972), třikrát druhé místo (1964, 1970, 1973) a třetí místo v roce 1961. V sezóně 1968/69 byla vybrána do All-Stars - nejlepší pětice hráček československé ligy. Je na 88. místě v dlouhodobé tabulce střelkyň československé ligy žen za období 1963-1993 s počtem 1665 bodů. S klubem se zúčastnila 7 ročníků Poháru mistrů evropských zemí v basketbalu žen (PMEZ) s nímž pětkrát hrála finále poháru, z toho jedenkrát byla vítězem Poháru evropských mistrů v roce 1976 a čtyřikrát na druhém místě po prohře ve finále s klubem Daugawa Riga (1964, 1967, 1968, 1972). Dále dvakrát prohrála v semifinále Poháru mistrů proti klubům Wisla Krakov, Polsko (1970) a Daugawa Riga (1973).   Na Univerziádě 1965 Budapešť v basketbale získala stříbrnou medaili s družstvem Československa.

## Sportovní statistiky

### Kluby
- 1960-1973 Sparta Praha, celkem 11 medailových umístění: 7x mistryně Československa (1963, 1966-1969, 1970-1972), 3x vicemistryně Československa (1964, 1970, 1973), 3. místo (1961)
- 1969: All Stars - nejlepší pětka hráček ligy - zařazena 1x: 1968/69

### Evropské poháry
S klubem Sparta Praha v Poháru mistrů evropských zemí v basketbalu žen (PMEZ), kde je uveden počet zápasů (vítězství - porážky) a celkový výsledek v soutěži:
- 1964 - 8 (7-1), výhra v semifinále nad Crvena Zvezda Beograd, prohra ve finále s Daugawa Riga, 2. místo
- 1967 - 10 (7-3), výhra v semifinále nad Wisla Krakov, prohra ve finále s Daugawa Riga, 2. místo
- 1968 - 12 (8-4), výhra v semifinále nad Recoaro Vicenza, Itálie, prohra ve finále s Daugawa Riga, 2. místo
- 1969 - 4 (3-1), ve čtvrtfinálové skupině výhra nad Politehnica Bukurešť, nehráno proti Akademik Sofia, Bulharsko
- 1970 - 10 (7-3), v semifinále vyřazena od Wisla Krakov, Polsko,
- 1972 - 12 (6-6), výhra v semifinále nad CUC Clermont Ferrand, Francie, prohra ve finále s Daugawa Riga, 2. místo
- 1973 - 10 (6-4), v semifinále vyřazena od Daugawa Riga
- Celkem 7 ročníků poháru, 5x účast ve finále, vítěz Poháru mistrů evropských zemí v basketbalu žen 1976, 4x 2. místo, 2x účast v semifinále

### Československo
- Mistrovství světa: 1967 Praha (7 /3) 3. místo
- Mistrovství Evropy: 1964 Budapešť, Maďarsko (17 /6) 3. místo, 1966 Sibiu, Rumunrsko (20 /5) 2. místo, 1970 Rotterdam, Holandsko (13 /4) 5. místo, celkem na třech ME 50 bodů a 15 zápasů
- 1963-1970 celkem 95 mezistátních zápasů, na MS a ME celkem 57 bodů v 18 zápasech